# Cao Huan
Cao Huan (cinese tradizionale: 曹奐; pinyin: Cáo Hùan; WG: Ts'ao-Huan; 246 – 303) fu l'ultimo imperatore del Cao Wei durante il periodo dei Tre Regni.
Il suo nome imperiale fu imperatore Yuan di Wei (cinese tradizionale: 魏元帝; pinyin: Wèi Yúan Dì; WG: Wei Yüan-ti). Nel 265, dopo appena cinque anni di regno, fu rovesciato da Sima Yan e nominato principe di Chengliu, titolo con il quale è ricordato nelle Cronache dei Tre Regni.

## Biografia

### Famiglia e ascesa al trono
Nato come Cao Huang (曹璜) era figlio di Cáo Yǔ, principe di Yan e uno degli ultimi figli di Cáo Cāo, inizialmente co-reggente per l'imperatore Cao Fang, poi sostituito da Cao Shuang e Sima Yi. Nel 258, a dodici anni, secondo la tradizione imperiale, fu nominato duca di Changdaoxiang (常道鄉公), titolo puramente cerimoniale e privo di effettivo potere.
Nel 260, dopo che l'imperatore Cao Fang rimase ucciso in un tentato colpo di Stato contro il reggente Sima Zhao, questi, probabilmente per evitare una discendenza diretta di Cao Pi, nominò Cao Huang imperatore. Appena asceso al trono, egli cambiò il proprio nome in Cao Huan (in quanto huang era omonimo a "giallo" (黃) e "imperatore" (皇), e avrebbe quindi violato la norma dei nomi proibiti).

### Imperatore
Tre anni dopo essere stato nominato imperatore, Cao sposò l'imperatrice Bian.
I primi anni del regno di Cao Huan furono caratterizzati dalle invasioni di Jiang Wei, comandante delle forze armate del Regno di Shu Han. A seguito dell'ennesimo attacco, Sima Zhao radunò un esercito e marciò sul Regno di Shu Han, determinato a distruggerlo e annetterlo una volta per tutte.
Dopo un'iniziale fase di stallo, il generale Deng Ai, agli ordini di Sima Zhao, riuscì a superare le linee nemiche e dopo aver viaggiato per impervie e pericolose strade montane, sconfisse e uccise il generale Zhuge Zhan. In questo modo, le truppe di Jiang Wei vennero intrappolate e private di ogni via di fuga. Questo permise a Deng Ai di entrare nella capitale Chengdu costringendo l'imperatore Liu Shan ad arrendersi. Così, nel 263, ebbe fine lo Shu Han e Cao Huan estese la propria autorità alla Cina sud-occidentale.
L'ambizione e l'arroganza di Deng Ai, che si vantò della vittoria, spinse il suo rivale, il generale Zhong Hui, ad accusarlo di tradimento. Sima Zhao una volta venutone a conoscenza gli ordinò di arrestarlo e prendere il controllo delle sue truppe. Questo era ciò che Zhong Hui sperava: spinto da Jiang Wei, suo prigioniero, Zhong Hui nel 264 scatenò una ribellione assassinando i generali fedeli al Cao Wei, ma esitò dall'attaccare il centro dell'impero. Questo permise ad alcuni ufficiali fedeli a Sima Zhao di scatenare una contro-insurrezione e a uccidere Jiang Wei e lo stesso Deng Ai. Dopo questo evento, Cao Huan proclamò la formale annessione dei territori dello Shu Han al Cao Wei.

### La caduta
Anche il Cao Wei non ebbe vita lunga. Nel 263, Sima Zhao costrinse Cao Huan a consegnargli le nove dignità. Sima Zhao accettò, avvertendolo che l'usurpazione non era lontana. Nel 264 venne promosso a principe di Jin. Tuttavia, nel 265, Sima Zhao morì improvvisamente e le sue cariche vennero ereditate dal figlio Sima Yan, il quale costrinse Cao Huan ad abdicare a suo favore, fondando così la Dinastia Jìn. Successivamente, ora imperatore Sima Yan nominò Cao Huan principe di Chengliu, posizione che avrebbe detenuto per il resto della sua vita.
Non vi sono molte informazioni sulla vita di Cao Huan dopo l'usurpazione. Sembra che Sima Yan gli permise di continuare a portare i vessilli imperiali e ad adorare gli antenati secondo i riti imperiali. Cao Huan morì nel 303 e il figlio di Sima Yan, l'imperatore Hui, lo fece seppellire con gli onori riservati agli imperatori.

## Informazioni dinastiche
- Padre
  - Cáo Yǔ (曹宇), principe di Yan, figlio di Cáo Cāo
- Moglie
  - Imperatrice Bian, sposata nel 263